# Język jämtlandzki
Język jamski, jämtlandzki (szw. jamtska, jamska lub jämtska) – mowa północnogermańska używana przez około 50 tys. osób w szwedzkiej krainie Jämtland oraz w innych miejscach zamieszkanych przez pochodzących stamtąd ludzi. Wyróżnia się trzy dialekty: Centraljamska, Offerdalsmål i Bergsmål. Język jämtlandzki wykazuje duże podobieństwo z jednej strony z norweskim dialektem trønderskim, a z drugiej – ze szwedzkim dialektem norrlandzkim.
Status jämtlandzkiego jako języka jest dyskusyjny. Nie jest on oficjalnie uznawany w Szwecji, ale jako język klasyfikuje go SIL International.
Słownictwo języka jämtlandzkiego w ogólności najbliższe jest językowi staronordyjskiemu oraz dialektom norweskiego. Jednak w języku tym występują również różne właściwe tylko temu językowi słowa, które nie występują ani w szwedzkich, ani w norweskich dialektach, takie jak stårsa (dziewczyna), gly (ciepławy) czy fjårdd lub fjärdd (śpieszący się). Jedynie w islandzkim znajduje się słowo, które może odpowiadać stårsa, mianowicie stulka. Odpowiednik gly można znaleźć w niemieckim glüh-, angielskim glow, czy szwedzkim glöd, zaś słowa fjårdd, które nie ma odpowiednika ani w norweskim, ani w islandzkim, można doszukać się w starym języku norn, jaki był kiedyś używany na zamieszkanej przez wikingów atlantyckich wyspach Szetlandach.

## Gramatyka
Jämtlandzki rzeczownik, tak jak w norweskim czy islandzkim, a inaczej niż w szwedzkim czy duńskim, ma trzy rodzaje: męski, żeński i nijaki.

## Porównanie z innymi językami germańskimi
| znaczenie polskie | angielski | niderlandzki  | niemiecki | duński       | norweski (bokmål) | norweski (nynorsk)          | jämtlandzki | szwedzki | gotlandzki      | farerski   | islandzki |
| ----------------- | --------- | ------------- | --------- | ------------ | ----------------- | --------------------------- | ----------- | -------- | --------------- | ---------- | --------- |
| oko               | eye       | oog           | Auge      | øje          | øye               | auge/auga                   | aaug        | öga      | auge/auga       | eyga       | auga      |
| słyszeć           | hear      | horen         | hören     | høre         | høre              | høyre/høyra                 | höör        | höra     | hoyre/hoyra     | hoyra      | heyra     |
| spać              | sleep     | slapen        | schlafen  | sove         | sove              | sove/sova                   | sava        | sova     | sive/siva       | sova       | sofa      |
| zło               | evil      | euvel (kwaad) | Übel      | ond          | ond               | vond                        | ful         | ond      | aumbr           | óndur      | vondur    |
| statek            | ship      | schip         | Schiff    | skib         | skip              | skip                        | skepp       | skepp    | skip            | skip       | skip      |
| śpiewać           | sing      | zingen        | singen    | synge/sjunge | synge             | syngje/syngja               | sjoong      | sjunga   | singe/singa     | syngja     | syngja    |
| wysoki            | high      | hoog          | hoch      | høj          | høy               | høg                         | höyg        | hög      | haug            | høgur/háur | hár       |
| prawy             | right     | rechts        | rechts    | højre        | høyre             | høgre                       | höger       | höger    | hygar           | høgra      | hægri     |
| łódź              | boat      | boot          | Boot      | båd          | båt               | båt                         | båut        | båt      | bat             | bátur      | bátur     |
| ponad             | over      | over          | über      | over         | over              | over/yver                   | omma        | över     | yvar            | yvir       | yfir      |
| strzelać          | shoot     | schieten      | schießen  | skyde        | skyte             | skyte/skyta / skjote/skjota | skjuut      | skjuta   | skiaute/skiauta | skjóta     | skjóta    |